# Кведа-Бзвани
Кведа-Бзвани (груз. ქვედა ბზვანი) — село в Грузии, на территории Ванского муниципалитета края (мхаре) Имеретия.

## География
Село находится в западной части Грузии, на правом берегу реки Сулори, на расстоянии приблизительно 4 километров (по прямой) к востоку от города Вани, административного центра муниципалитета. Абсолютная высота — 164 метра над уровнем моря.

## Население
По результатам официальной переписи населения 2014 года, в Кведа-Бзвани проживало 1090 человек (549 мужчин и 541 женщина). В национальной структуре населения грузины составляли 99,5 %, украинцы — 0,4 %, татары — 0,1 %.
| Год  | Население, человек |
| ---- | ------------------ |
| 2002 | 1529               |
| 2014 | ↘ 1090             |